# 忘湖

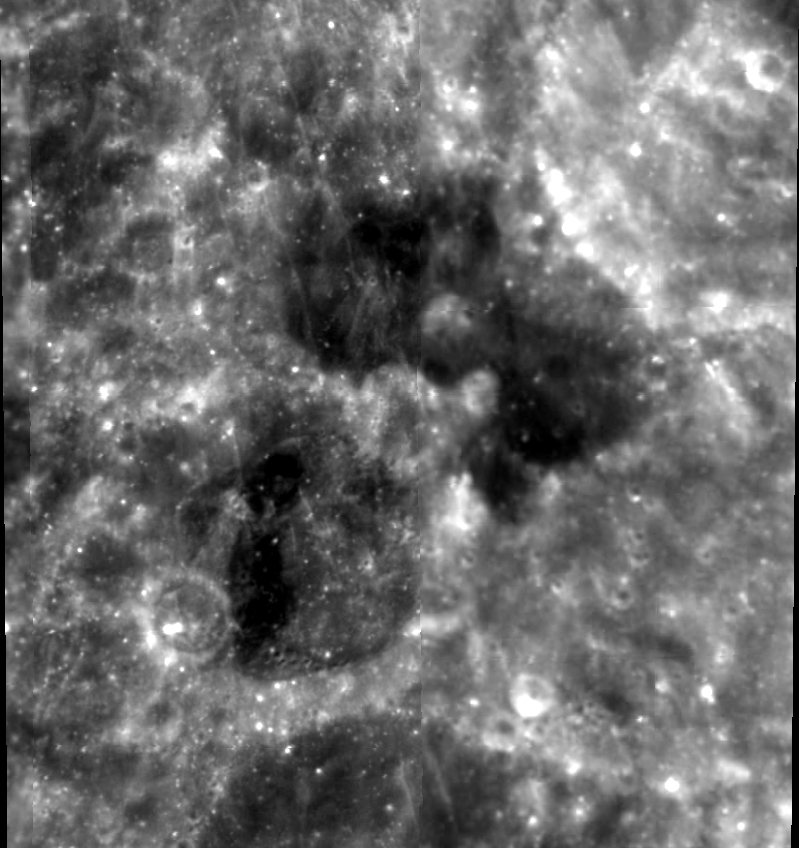
克莱门汀号在太阳低照下拍摄的图像

忘湖（拉丁語：Lacus Oblivionis），是月球背面的一座小月海，位于南极-艾托肯盆地内北侧，尺寸为38×24公里。1976年国际天文学联合会批准采纳了它的命名。
忘湖“夹在”两座陨石坑之间：东北40公里的“莫霍洛维奇 R 陨坑”（Mohorovičić R）和西南35公里的“斯尼亚德茨基 Y 陨坑”（Sniadecki Y），后者也部分被月海熔岩覆盖，月湖中心月面坐标为20°24′S 168°30′W / 20.4°S 168.5°W。
忘湖中部较窄，外形不规则，四周环绕着高度0.5-1.5公里的山丘，南侧与“斯尼亚德茨基 Y 陨坑”组成了一道条狭窄的峡谷；忘湖表面最大的地貌特征是一座直径4公里的半岛，其东侧构成了一座陨坑一半的边缘，这些是截止2015年忘湖中已命名的特征。
忘湖表面低于月面基准高度1.1-1.3公里，熔岩厚度估计为0.1公里，形成于雨海纪时期 。